# Rauda
Rauda é um município localizado no distrito de Saale-Holzland, na Turíngia, Alemanha.